# Bolboceratops indicus
Bolboceratops indicus es una especie de coleóptero de la familia Geotrupidae.

## Distribución geográfica
Habita en el Tíbet, Sikkim, Assam,  Bombay y  Coimbatore.